# Tao Luna
Dans ce nom chinois, le nom de famille, Tao, précède le nom personnel.
Tao Luna (née le 11 février 1974 à Shanghai) est une tireuse sportive chinoise.
Elle remporte le titre olympique dans l'épreuve du pistolet 10 mètres et est médaillée d'argent dans l'épreuve du pistolet 25 mètres aux Jeux olympiques d'été de 2000 à Sydney.